# Немирко, Александр Андреевич
Александр Андреевич Немирко (бел. Аляксандр Андрэевіч Нямірка; род. 8 февраля 2000, Минск) — белорусский футболист, выступавший на позиции полузащитника.

## Карьера
Начинал заниматься футболом в столичной академии МТЗ-РИПО. В 2015 году футболист перебрался в структуру борисовского БАТЭ. В 2017 году футболист стал выступать за дублирующем составе клуба. За основную команду клуба футболист дебютировал 11 июля 2018 года в матче Кубка Беларуси против «Энергетика-БГУ», выйдя на поле в стартовом составе. В феврале 2019 года футболист попал в заявку борисовского клуба на матч раунда плей-офф Лиги Европы УЕФА против лондонского «Арсенала». В марте 2019 года футболист на правах арендного соглашения присоединился к «Гомель». В гомельском клубе футболист выступал за дублирующий состав. Дебютировал за клуб футболист 24 мая 2019 года в матче против могилёвского клуба «Дняпро», выйдя на замену на 89 минуте. Однако закрепиться в основной команде клуба у футболиста так и не вышло, выйдя на поле лишь в 2 матчах. В июле 2019 года футболист покинул гомельский клуб, вернувшись в борисовский БАТЭ.
В апреле 2020 года футболист на правах арендного соглашения присоединился к новообразованному могилёвскому «Днепру». Дебютировал за клуб футболист 25 апреля 2020 года в матче против «Осиповичей», выйдя на поле в стартовом составе. Вместе с клубом футболист по итогу сезона стал победителем чемпионата, получив прямое повышение в Первую лигу. В феврале 2021 года футболист на правах свободного агента присоединился к могилёвскому «Днепру». Первый матч в новом сезоне футболист сыграл 17 апреля 2021 года против «Лиды», выйдя на поле в стартовом составе. Первым забитым голом в сезоне футболист отличился 27 ноября 2021 года в матче против «Орши». По итогу сезона футболист вместе с клубом завершил чемпионат на итоговом пятом месте. На протяжении сезона футболист выступал за могилёвский клуб в роли одного из основных игроков, отличившись своим единственным забитым голом.
В начале 2022 года футболист начинал подготовку к новому сезону с основной командой могилёвского клуба. В феврале 2022 года могилёвский «Днепр» получил право на участие в Высшей лиге в связи с тем, что из-за финансовых трудностей брестский «Рух» снялся с чемпионата. Первый матч в новом сезоне футболист сыграл 7 марта 2022 года в рамках четвертьфинала Кубка Беларуси против гродненского «Немана», выйдя на замену на 78 минуте. Первый матч в чемпионате футболист сыграл 3 апреля 2022 года против солигорского «Шахтёра», выйдя на замену на 67 минуте. По итогу сезона футболист вместе с клубом завершил чемпионат на итоговом последнем месте, вылетев в Первую лигу. В январе 2023 года футболист находился в расположении могилёвского клуба, вместе с которым участвовал в тренировочном процессе. Также футболист в январе 2023 года находился на просмотре в «Ислочи», однако вскоре покинул расположение клуба. В конце января 2023 года футболист официально покинул могилёвский клуб по окончании срока действия контракта. Также футболист завершил и профессиональную карьеру.

## Международная карьера
Выступал в юношеский сборных Беларуси до 17, 18 и 19 лет.

## Достижения
«Днепр-Могилёв»
- Победитель Второй лиги: 2020